# Dow Jones Local Media Group
Die Dow Jones Local Media Group (Abkürzung: DJLMG, ehemals: Ottaway Community Newspapers, Inc. oder Ottaway Newspapers, Inc.) ist ein US-amerikanisches Medienunternehmen mit Sitz in Middletown, im Bundesstaat New York.
Der Grundstein für die Dow Jones Local Media Group wurde durch die Gründung der Zeitung Bulletin in Endicott, im Bundesstaat New York, durch den Verleger James H. Ottaway im November 1936 gelegt. Ab 1944 kaufte James H. Ottaway weitere Zeitungen im Bundesstaat New York hinzu, um 1946 diese unter der neugegründeten Empire Newspapers-Radio, Inc. einzubringen. 1969 bot die Dow Jones & Company für Ottaway Community Newspapers, Inc. 914.038 Aktien (Wert: ~36 Millionen Dollar).
Am 31. Juli 1970 fusionierte sie mit der Dow Jones & Comp. Im Zuge der Fusion wurde der Name in Dow Jones Local Media Group geändert.
Mittlerweile werden in sieben amerikanischen Bundesstaaten (Kalifornien, Maine, Massachusetts, New Hampshire, New York, Oregon und Pennsylvania) von der Dow Jones Local Media Group Tageszeitungen, Sonntagszeitungen und Wochenzeitungen herausgegeben. Weiterhin werden von der Dow Jones Local Media Group mehrere Webseiten, Magazine und andere Publikationen veröffentlicht.

## Medien
Die Dow Jones Local Media Group organisiert sich in regional eigenständigen Unternehmen. Direkt von Dow Jones Local Media Group geführte Unternehmen sind Limelight Deals (Middletown (New York)) und Marketing Blacksmith (Middletown (New York)).
- Cape Cod Media Group, Hyannis (Massachusetts)
  - Cape Cod Times, Hyannis
  - Cape Cod View, Hyannis
  - Barnstable Patriot, Hyannis
- Hudson Valley Media Group, Middletown, New York
  - Times Herald-Record, Middletown
  - Orange Magazine, Middletown
- Nantucket Island Media Group, Nantucket (Massachusetts)
  - The Inquirer and Mirror, Nantucket
  - Nantucket Today, Nantucket
- Pocono Mountains Media Group, Stroudsburg (Pennsylvania)
  - Pocono Record, Stroudsburg
- San Joaquin Media Group, Stockton (Kalifornien)
  - The Record, Stockton
- Seacoast Media Group, Portsmouth (New Hampshire)
  - The Portsmouth Herald
  - The Exeter News-Letter
  - The Hampton Union
  - The York Weekly
  - York County Coast Star
- South Coast Media Group, New Bedford (Massachusetts)
- The Standard-Times
- Hathaway Publishing, Somerset (Massachusetts)
  - The Advocate
  - The Chronicle
  - Middleboro Gazette
  - The Spectator
  - The Fall River Spirit
  - New England Business Bulletin
- Southern Oregon Media Group, Medford (Oregon)
  - Medford Mail Tribune
  - The Nickel, Medford
  - Ashland Daily Tidings, Medford